# 硒化铍
硒化铍是铍的硒化物，化学式 BeSe。

## 制备
硒化铍可以由铍和硒在 1100 °C 的氢气气氛下直接反应而成。
{\displaystyle \mathrm {Be+Se\longrightarrow BeSe} }

## 性质
硒化铍是一种灰色固体，可溶于水。由于硒的形成，它的溶液会变红。硒化铍是闪锌矿结构的，空间群 F43m (No. 216)。